# District de Đức Hòa
Đức Hòa est un district de la province de Long An dans le delta du Mékong au sud du Viêt Nam. 

## Géographie
La superficie du district de Đức Hòa est de 426 km2. 
Le chef lieu du district est Hậu Nghĩa.